# Рихертс, Андрис
Андрис Рихертс (латыш. Andris Riherts; род. 31 мая 1981, Рига) — латвийский футболист, защитник. Тренер клуба «Метта».

## Карьера
Всю свою футбольную карьеру провёл в клубе «Ауда», выступая в амплуа защитника. Также работал помощником детского тренера в клубе «Ригас Ванаги». С 2000 года стал тренером молодёжной команды клуба «Ауда». После завершения карьеры футболиста возглавил клуб «Албертс», откуда потом в июле 2004 года стал главным тренером клуба «Ауда». Также в этот период был помощником тренера юношеской сборной Латвии до 16 лет.
В 2006 году стал тренером клуба «МЕТТА/ЛУ». В 2011 году вместе с клубом стал победителем Первой Лиги. Также в период с 2013 по 2018 года являлся ассистентом главного тренера национальной сборной Латвии.
В июне 2021 года стал тренером клуба «Рига». В сентябре 2021 года покинул клуб, расторгнув контракт по соглашению сторон.
В июне 2022 года вернулся в футбольный клуб «Метта» на должность главного тренера.

## Достижения
Тренер
«Метта»
- Победитель Первой лиги: 2011